# Cyrtocymura cincta
Cyrtocymura cincta là một loài thực vật có hoa trong họ Cúc. Loài này được (Griseb.) H.Rob. mô tả khoa học đầu tiên năm 1987.